# Municipio de Peñón Blanco
El municipio de Peñon Blanco es uno de los 39 municipios que conforman el estado mexicano de Durango, se ubica en la zona centro-este del territorio duranguense y su cabecera es Peñon Blanco.

## Historia
El nombre del municipio se dio en atención al cerro blanco, que existe en su extremo norte. Esta elevación es una formación granítica de 2500 metros de altura forma parte de las montañas que limitan la Joya de Covadonga, las cuales por los efectos de la erosión, han formado acantilados y diversas figuras. En esta cadena montañosa también hay pinturas de arte rupestre hechas por grupos seminómadas. Sin embargo, este municipio también es llamado "La Tierra de Chimino" por los lugareños; esto en honor a el señor Maximino, que es conocido fraternalmente como "Chiminoman".
En el territorio de Peñón Blanco existieron grupos seminómadas antes de la llegada de los españoles, prueba de ello son las pinturas rupestres en los cerros El Banco y La Cueva Pinta. En 1561 se estableció un convento en el actual territorio de la cabecera municipal, pero las crónicas franciscanas de ése tiempo sólo mencionan la existencia de pequeñas misiones. Los religiosos se situaron en el cuartel de Coneto en 1572. En 1616 habían haciendas establecidas y se explotaba la mina del mineral de Orito en la sierra de Yerbanís. Los tepehuanes que habitaban la región de Peñol en ése tiempo, fueron expulsados por los chichimecas que acompañaban a los franciscanos. Para 1622 Peñon Blanco ya tenía población de zacatecos.

## Geografía
Al norte limita con el municipio de Nazas, al oeste con San Juan del Río, al este con el municipio de Cuencamé y al sur con Guadalupe Victoria. 
De acuerdo al mapa mexicano, Peñón Blanco se localiza entre las coordenadas geográficas 24° 47' latitud norte del trópico de cáncer y entre 104° 01' longitud oeste del meridiano de Greenwich.
El municipio de Peñón Blanco se encuentra a una altura promedio de 1800 metros sobre el nivel del mar y su territorio abarca una extensión territorial de 1691 kilómetros cuadrados. 
El Instituto Nacional de Estadística y Geografía llevó a cabo el tercer censo de población en el año 2010 en el municipio de Peñón Blanco, en donde el número total de población es de 10,482.

## Demografía

### Localidades
En el censo de 2020 el municipio de Peñón Blanco contaba con 48 localidades.
| Código INEGI      | Localidad                    | Población (2020) |
| ----------------- | ---------------------------- | ---------------- |
| 100210001         | Peñón Blanco                 | 5 911            |
| 100210012         | General Jesús Agustín Castro | 1 789            |
| Otras localidades | Otras localidades            | 3 418            |
| Total municipal   | Total municipal              | 11 118           |

## Fiestas y tradiciones
El día 13 de noviembre, fiesta en honor a San Diego de Alcalá, con danza de matachines, jaripeo y feria popular.